# Câu lạc bộ bóng đá Đông Á Thanh Hóa mùa bóng 2023–24
Mùa bóng 2023–24 là mùa giải thứ 25 trong lịch sử của câu lạc bộ Đông Á Thanh Hóa và là mùa thứ 15 liên tiếp đội bóng thi đấu tại V.League 1, giải bóng đá cấp độ cao nhất trong hệ thống giải đấu của bóng đá Việt Nam. Đây cũng là mùa giải mà Đông Á Thanh Hóa với tư cách là đương kim vô địch Cúp quốc gia mùa 2023 cũng sẽ thi đấu tại trận đấu tranh Siêu cúp quốc gia 2023.

## Đội hình
Ghi chú: Quốc kỳ chỉ đội tuyển quốc gia được xác định rõ trong điều lệ tư cách FIFA. Các cầu thủ có thể giữ hơn một quốc tịch ngoài FIFA.
| Số | VT | Quốc gia | Cầu thủ                      |
| -- | -- | -------- | ---------------------------- |
| 2  | TĐ | Việt Nam | Hoàng Đình Tùng (đội trưởng) |
| 6  | HV | Việt Nam | Nguyễn Sỹ Nam                |
| 7  | HV | Việt Nam | Nguyễn Thanh Long            |
| 8  | TĐ | Việt Nam | Võ Nguyên Hoàng              |
| 9  | TĐ | Việt Nam | Nguyễn Văn Tùng              |
| 10 | TV | Việt Nam | Lê Văn Thắng (đội phó)       |
| 11 | TĐ | Jamaica  | Rimario Gordon               |
| 12 | TV | Việt Nam | Nguyễn Thái Sơn              |
| 14 | HV | Việt Nam | Trương Thanh Nam             |
| 15 | HV | Việt Nam | Trịnh Văn Lợi                |
| 16 | HV | Việt Nam | Đinh Tiến Thành              |
| 17 | TV | Việt Nam | Lâm Ti Phông                 |
| 18 | HV | Việt Nam | Đinh Viết Tú                 |
| 19 | TV | Việt Nam | Lê Quốc Phương               |

| Số | VT | Quốc gia | Cầu thủ                     |
| -- | -- | -------- | --------------------------- |
| 20 | TĐ | Việt Nam | Nguyễn Trọng Hùng           |
| 21 | HV | Việt Nam | Thái Khắc Huy Hoàng         |
| 22 | TV | Việt Nam | Vũ Hồng Quân                |
| 23 | TV | Việt Nam | Phạm Trùm Tỉnh              |
| 24 | TĐ | Việt Nam | Nguyễn Ngọc Mỹ              |
| 25 | TM | Việt Nam | Nguyễn Thanh Diệp           |
| 27 | TV | Việt Nam | A Mít                       |
| 28 | TV | Việt Nam | Hoàng Thái Bình             |
| 29 | HV | Việt Nam | Đoàn Ngọc Hà                |
| 30 | TM | Việt Nam | Y Êli Niê (mượn từ Đắk Lắk) |
| 34 | HV | Việt Nam | Doãn Ngọc Tân               |
| 52 | TV | Việt Nam | Nguyễn Trọng Phú            |
| 66 | TV | Việt Nam | Trần Đình Bảo               |
| 67 | TM | Việt Nam | Trịnh Xuân Hoàng            |
| 88 | TV | Brasil   | Luiz Antonio                |
| 91 | TĐ | Việt Nam | Lê Thanh Bình               |
| 95 | HV | Brasil   | Gustavo Sant'Ana Santos     |

## Chuyển nhượng

### Chuyển đến
| #             | VT           | Cầu thủ           | Từ                 | Phí          | Ref.         |
| Đầu mùa giải  | Đầu mùa giải | Đầu mùa giải      | Đầu mùa giải       | Đầu mùa giải | Đầu mùa giải |
| ------------- | ------------ | ----------------- | ------------------ | ------------ | ------------ |
| 1             | TV           | Phạm Trùm Tỉnh    | Khánh Hòa          | Tự do        | [ 1 ]        |
| 2             | TV           | Nguyễn Trọng Phú  | Long An            | Tự do        | [ 1 ]        |
| 3             | HV           | Đinh Viết Tú      | Thép Xanh Nam Định | Tự do        | [ 1 ]        |
| 4             | TV           | Nguyễn Thanh Long | Becamex Bình Dương | Tự do        | [ 1 ]        |
| 5             | TM           | Y Eli Niê         | Đắk Lắk            | Cho mượn     | [ 2 ]        |
| 6             | TĐ           | Rimario Gordon    | Becamex Bình Dương | Tự do        | [ 3 ]        |
| 7             | TV           | Luiz Antonio      | Lamphun Warrior    | Tự do        | [ 4 ]        |
| 8             | HV           | Lục Xuân Hưng     | PVF–CAND           | Hết hạn mượn | [ 5 ]        |
| 9             | TĐ           | Nguyễn Văn Tùng   | PVF–CAND           | Hết hạn mượn | [ 5 ]        |
| Giữa mùa giải |              |                   |                    |              |              |

### Chuyển đi
| #             | VT           | Cầu thủ            | Đến                | Phí          | Ref.         |
| Đầu mùa giải  | Đầu mùa giải | Đầu mùa giải       | Đầu mùa giải       | Đầu mùa giải | Đầu mùa giải |
| ------------- | ------------ | ------------------ | ------------------ | ------------ | ------------ |
| 1             | HV           | Nguyễn Minh Tùng   | Becamex Bình Dương | Tự do        |              |
| 2             | TV           | Lê Phạm Thành Long | Công an Hà Nội     | Tự do        |              |
| 3             | HV           | Đàm Tiến Dũng      | Hải Phòng          | Tự do        |              |
| 4             | TM           | Lương Bá Sơn       | Bình Phước         | Tự do        | [ 2 ]        |
| 5             | TV           | Nguyễn Hữu Dũng    | SHB Đà Nẵng        | Tự do        |              |
| 6             | TĐ           | Bruno Cantanhede   | Viettel            | Tự do        |              |
| 7             | TĐ           | Paulo Conrado      | Quảng Nam          | Tự do        |              |
| 8             | HV           | Vũ Xuân Cường      | Quy Nhơn Bình Định | Tự do        |              |
| Giữa mùa giải |              |                    |                    |              |              |

## Mùa giải

### Kết quả tổng quát
| Giải đấu          | Trận đấu đầu tiên | Trận đấu cuối cùng | Vòng đấu mở màn | Vị trí chung cuộc | Thành tích | Thành tích | Thành tích | Thành tích | Thành tích | Thành tích | Thành tích | Thành tích |
| Giải đấu          | Trận đấu đầu tiên | Trận đấu cuối cùng | Vòng đấu mở màn | Vị trí chung cuộc | ST         | T          | H          | B          | BT         | BB         | HS         | % thắng    |
| ----------------- | ----------------- | ------------------ | --------------- | ----------------- | ---------- | ---------- | ---------- | ---------- | ---------- | ---------- | ---------- | ---------- |
| V.League 1        | 21 tháng 10, 2023 | 30 tháng 6, 2024   | Vòng 1          | Thứ 8             | 26         | 9          | 8          | 9          | 34         | 39         | −5         | 034,62     |
| Cúp Quốc gia      | 12 tháng 3, 2024  | 7 tháng 7, 2024    | Vòng 1/8        | Vô địch           | 4          | 2          | 2          | 0          | 6          | 2          | +4         | 050,00     |
| Siêu cúp Quốc gia | 6 tháng 10, 2023  | 6 tháng 10, 2023   | Chung kết       | Vô địch           | 1          | 1          | 0          | 0          | 3          | 1          | +2         | 100,00     |
| Tổng cộng         | Tổng cộng         | Tổng cộng          | Tổng cộng       | Tổng cộng         | 31         | 12         | 10         | 9          | 43         | 42         | +1         | 038,71     |

Cập nhật lần cuối: 23 tháng 10, 2023
Nguồn: Các giải đấu

### Siêu cúp quốc gia
| 6 tháng 10 năm 2023 | Công an Hà Nội      | 1–3 | Đông Á Thanh Hóa                                        | Đống Đa, Hà Nội                                                          |  |
| 17:00               | Geovane Magno 90+1' |     | Gustavo Sant' Ana Santos 45+4' · Rimario Gordon 78, 80' | Sân vận động: Hàng Đẫy Lượng khán giả: 15.000 Trọng tài: Nguyễn Mạnh Hải |  |

### Giải vô địch quốc gia

#### Bảng xếp hạng
| VT | Đội                      | ST | T  | H | B  | BT | BB | HS  | Đ  |
| -- | ------------------------ | -- | -- | - | -- | -- | -- | --- | -- |
| 6  | Công an Hà Nội           | 26 | 11 | 4 | 11 | 44 | 35 | +9  | 37 |
| 7  | Hải Phòng                | 26 | 9  | 8 | 9  | 42 | 39 | +3  | 35 |
| 8  | Đông Á Thanh Hóa         | 26 | 9  | 8 | 9  | 34 | 39 | −5  | 35 |
| 9  | Becamex Bình Dương       | 26 | 10 | 5 | 11 | 33 | 34 | −1  | 35 |
| 10 | LPBank Hoàng Anh Gia Lai | 26 | 8  | 8 | 10 | 22 | 35 | −13 | 32 |

1. 1 2 3  Kết quả đối đầu: Hải Phòng 2–0 Đông Á Thanh Hóa, Hải Phòng 3–1 Becamex Bình Dương, Đông Á Thanh Hóa 3–2 Hải Phòng, Đông Á Thanh Hóa 3–2 Becamex Bình Dương, Becamex Bình Dương 1–0 Đông Á Thanh Hóa, Becamex Bình Dương 1–0 Hải Phòng. Bảng xếp hạng đối đầu: 
  - Hải Phòng: 6 điểm, hiệu số +2.
  - Đông Á Thanh Hóa: 6 điểm, 6 bàn thắng, hiệu số -1.
  - Becamex Bình Dương: 6 điểm, 5 bàn thắng, hiệu số -1.
2. ↑  Kết quả đối đầu: LPBank Hoàng Anh Gia Lai 0–0 Quảng Nam, Quảng Nam 1–1 LPBank Hoàng Anh Gia Lai. LPBank Hoàng Anh Gia Lai xếp trên nhờ bàn thắng sân khách.

#### Kết quả tổng quát
| Tổng thể | Tổng thể | Tổng thể | Tổng thể | Tổng thể | Tổng thể | Tổng thể | Tổng thể | Sân nhà | Sân nhà | Sân nhà | Sân nhà | Sân nhà | Sân nhà | Sân khách | Sân khách | Sân khách | Sân khách | Sân khách | Sân khách |
| ST       | T        | H        | B        | BT       | BB       | HS       | Đ        | T       | H       | B       | BT      | BB      | HS      | T         | H         | B         | BT        | BB        | HS        |
| -------- | -------- | -------- | -------- | -------- | -------- | -------- | -------- | ------- | ------- | ------- | ------- | ------- | ------- | --------- | --------- | --------- | --------- | --------- | --------- |
| 13       | 6        | 4        | 3        | 22       | 16       | +6       | 22       | 3       | 2       | 1       | 12      | 8       | +4      | 3         | 2         | 2         | 10        | 8         | +2        |

#### Kết quả từng vòng
| Vòng    | 1 | 2 | 3 | 4 | 5 | 6 | 7 | 8 | 9 | 10 | 11 | 12 | 13 | 14 | 15 | 16 | 17 | 18 | 19 | 20 | 21 | 22 | 23 | 24 | 25 | 26 |
| ------- | - | - | - | - | - | - | - | - | - | -- | -- | -- | -- | -- | -- | -- | -- | -- | -- | -- | -- | -- | -- | -- | -- | -- |
| Sân     | H | A | H | A | A | H | A | A | H | H  | A  | H  | A  | H  | A  | H  | A  | H  | H  | A  | H  | A  | A  | H  | H  | A  |
| Kết quả | D | D | W | W | W | D | L | W | W | W  | L  | L  | D  | L  | L  | D  | L  | W  | W  | L  | L  | D  | W  | D  | L  | D  |
| Vị trí  | 4 | 7 | 4 | 2 | 2 | 3 | 4 | 4 | 2 | 2  | 4  | 4  | 4  | 5  | 5  | 5  | 6  | 5  | 5  | 7  | 9  | 9  | 7  | 8  | 9  | 8  |

#### Các trận đấu
| 21 tháng 10 năm 2023 1 | Đông Á Thanh Hóa                                                                        | 2–2               | Hồng Lĩnh Hà Tĩnh                                                 | Tp Thanh Hóa, Thanh Hóa                                                   |  |
| 18:00                  | - A Mít 20' - HLV Trưởng Velizar Popov 26' - Rimario Gordon 37' - Nguyễn Trọng Hùng 55' | Chi tiết FPT Play | - Vũ Quang Nam 20', 29' - Vũ Viết Triều 34' - Nguyễn Văn Hạnh 55' | Sân vận động: Thanh Hóa Lượng khán giả: 8,000 Trọng tài: Hoàng Thanh Bình |  |

| 27 tháng 10 năm 2023 2 | Viettel | 1–1                     | Đông Á Thanh Hóa                                                                                      | Đống Đa, Hà Nội                                                         |  |
| 19:15                  | - Nguyễn Đức Chiến 26' - Phan Tuấn Tài 45+1' - Jahongir Abdumuminov 45+5' - Bùi Tiến Dũng 55' - Bruno Cantanhede 58' 90+8' (ph.đ.) - Nguyễn Xuân Kiên 90+1' | Chi tiết FPT Play, VTV5 | - Nguyễn Thái Sơn 6' - Rimario Gordon 21' - Gustavo Santos 58' - Trịnh Văn Lợi 67' - Đoàn Ngọc Hà 87' | Sân vận động: Hàng Đẫy Lượng khán giả: 4.000 Trọng tài: Nguyễn Mạnh Hải |  |

| 04 tháng 11 năm 2023 3 | Đông Á Thanh Hóa | 3–1                     | Sông Lam Nghệ An                                                                  | Tp Thanh Hóa, Thanh Hóa                                                    |  |
| 18:00                  | - Rimario Gordon 6' - Lê Thanh Bình 18' - Doãn Ngọc Tân 27' - HLV Trưởng Velizar Popov 50' - Phiên dịch Đỗ Văn Phúc 51' - Võ Nguyên Hoàng 71' | Chi tiết FPT Play, VTV5 | - Bùi Đình Châu 16' - Trần Mạnh Quỳnh 47' - Đinh Xuân Tiến 60' - Lê Văn Thành 83' | Sân vận động: Thanh Hóa Lượng khán giả: 8.000 Trọng tài: Nguyễn Trung Kiên |  |

| 02 tháng 12 năm 2023 4 | Khánh Hòa            | 0–2               | Đông Á Thanh Hóa | Nha Trang, Khánh Hòa                                                |  |
| 18:00                  | - Lê Duy Thanh 90+1' | Chi tiết FPT Play | - Gustavo Sant'Ana Santos 61' - Nguyễn Thái Sơn 65' - Luiz Antônio 69' - Rimario Gordon 78' 80' - Trịnh Xuân Hoàng 86' - Lâm Ti Phông 90' | Sân vận động: 19 tháng 8 Lượng khán giả: 5000 Trọng tài: Đỗ Anh Đức |  |

| 09 tháng 12 năm 2023 5 | Quy Nhơn Bình Định                                                           | 2–3                     | Đông Á Thanh Hóa | Quy Nhơn, Bình Định                                                       |  |
| 17:00                  | - Alan Sebastiao Alexandre 66' - Đỗ Thanh Thịnh 72' 80' - Vũ Minh Tuấn 90+2' | Chi tiết VTV5, FPT Play | - Doãn Ngọc Tân 4' 84' - Rimario Gordon 27' - A Mít 55' - Lâm Ti Phông 64' - Nguyễn Thanh Diệp 74' - Gustavo Sant'Ana Santos 90+1' | Sân vận động: Quy Nhơn Lượng khán giả: 5.000 Trọng tài: Nguyễn Trung Kiên |  |

| 16 tháng 12 năm 2023 6 | Đông Á Thanh Hóa                                                   | 1–1                      | Thành phố Hồ Chí Minh                     | Tp Thanh Hóa, Thanh Hóa                                                 |  |
| 18:00                  | - Nguyễn Thanh Long 28' - Rimario Gordon 77' - Hoàng Thái Bình 95' | Chi tiết FPT Play, TV360 | - Hồ Tuấn Tài 82' - Nguyễn Thanh Khôi 90' | Sân vận động: Thanh Hóa Lượng khán giả: 4000 Trọng tài: Nguyễn Mạnh Hải |  |

| 22 tháng 12 năm 2023 7 | Becamex Bình Dương                                                                | 1–0                      | Đông Á Thanh Hóa                                                                                              | Thủ Dầu Một, Bình Dương                                              |  |
| 18:00                  | - Nguyễn Tiến Linh 40' - Lê Quang Hùng 56' - Prince Ibara 67' - Võ Minh Trọng 75' | Chi tiết FPT Play, TV360 | - Đinh Tiến Thành 24' - HLV Trưởng Popov Velizar Emilov 26' - Gustavo Sant'Ana Santos 67' - Doãn Ngọc Tân 73' | Sân vận động: Gò Đậu Lượng khán giả: 7200 Trọng tài: Trần Đình Thịnh |  |

| 27 tháng 12 năm 2023 8 | Quảng Nam | 0–2                      | Đông Á Thanh Hóa | Cẩm Lệ, Đà Nẵng        |  |
| 17:00                  |           | Chi tiết FPT Play, TV360 |                  | Sân vận động: Hòa Xuân |  |

| 18 tháng 2 năm 2024 9 | Đông Á Thanh Hóa                                                           | 2–0                      | Hà Nội                   | Tp Thanh Hóa, Thanh Hóa                                              |  |
| 18:00                 | - A Mít 44' - Rimario Gordon 48' - Luiz Antônio 90' - Doãn Ngọc Tân 90+14' | Chi tiết FPT Play, TV360 | - Nguyễn Thành Chung 34' | Sân vận động: Thanh Hóa Lượng khán giả: 9.000 Trọng tài: Ngô Duy Lân |  |

| 23 tháng 2 năm 2024 10 | Đông Á Thanh Hóa                                                                      | 3–2                      | Hải Phòng                                        | Tp Thanh Hóa, Thanh Hóa                                                   |  |
| 18:00                  | - Lâm Ti Phông 24' - Nguyễn Thanh Long 41' - Trịnh Văn Lợi 45+6' - Rimario Gordon 76' | Chi tiết FPT Play, TV360 | - Nguyễn Tuấn Anh 29' - Bicou Bissainthe 57' 70' | Sân vận động: Thanh Hóa Lượng khán giả: 5.000 Trọng tài: Nguyễn Viết Duẩn |  |

| 27 tháng 2 năm 2024 11 | Công an Hà Nội | 3–1                            | Đông Á Thanh Hóa                                                                  | Đống Đa, Hà Nội                                                      |  |
| 19:15                  | - Hồ Tấn Tài 12' 45+2' - Geovane Magno 33' - Nguyễn Quang Hải 60' - Vũ Văn Thanh 81' (ph.đ.) - Giáp Tuấn Dương 90+1' | Chi tiết FPT Play, TV360, VTV5 | - Rimario Gordon 52' - Lê Văn Thắng 74' - Luiz Antônio 80' - Lê Quốc Phương 90+4' | Sân vận động: Hàng Đẫy Lượng khán giả: 12.000 Trọng tài: Ngô Duy Lân |  |

| 2 tháng 3 năm 2024 12 | Đông Á Thanh Hóa           | 1–2                      | Hoàng Anh Gia Lai                                                                    | Tp Thanh Hóa, Thanh Hóa                                                   |  |
| 18:00                 | - Luiz Antônio 67' (ph.đ.) | Chi tiết FPT Play, TV360 | - Trần Minh Vương 32' - Trần Thanh Sơn 45' - João Veras 76' - Nguyễn Quốc Việt 90+9' | Sân vận động: Thanh Hóa Lượng khán giả: 5.000 Trọng tài: Nguyễn Đình Thái |  |

| tháng 3 năm 2024 13 | Thép Xanh Nam Định | 1–1                      | Đông Á Thanh Hóa | Thành phố Nam Định, Nam Định |  |
| 18:00               |                    | Chi tiết FPT Play, TV360 |                  | Sân vận động: Thiên Trường   |  |

| 31 tháng 3 năm 2024 14 | Đông Á Thanh Hóa | 0–2                            | Công an Hà Nội                                                     | Thành phố Thanh Hóa, Thanh Hóa                                            |  |
| 18:00                  | - Đinh Tiến Thành 17' - Lê Văn Thắng 49' 90+3' - Đinh Viết Tú 52' - Lê Quốc Phương 90+3' - CBPTKT Nguyễn Chí Công 90+5' | Chi tiết HTV1, FPT Play, TV360 | - Lê Phạm Thành Long 15' - Jeferson Elias 67' - Phan Văn Đức 90+5' | Sân vận động: Thanh Hóa Lượng khán giả: 8.000 Trọng tài: Nguyễn Viết Duẩn |  |

| 05 tháng 4 năm 2024 15 | Hải Phòng | 2–0                                    | Đông Á Thanh Hóa                                                            | Quận Ngô Quyền, Hải Phòng                                                  |  |
| 19:15                  | - Nguyễn Hữu Sơn 15' - Đàm Tiến Dũng 19' - Bicou Bissainthe 23' 81' - Nguyễn Nhật Minh 38' - Lucão do Break 71' | Chi tiết FPT Play, TV360, HTV Thể Thao | - Trịnh Văn Lợi 13' - Benjamin Van Meurs 19' - HLV Trưởng Velizar Popov 60' | Sân vận động: Lạch Tray Lượng khán giả: 6.000 Trọng tài: Nguyễn Trung Kiên |  |

| 04 tháng 5 năm 2024 16 | Đông Á Thanh Hóa | 0–0                      | MerryLand Quy Nhơn Bình Định                                | Thành phố Thanh Hóa, Thanh Hóa                                           |  |
| 18:00                  |                  | Chi tiết FPT Play, TV360 | - Trịnh Đức Lợi 66' - Vũ Minh Tuấn 71' - Đặng Văn Lâm 90+3' | Sân vận động: Thanh Hóa Lượng khán giả: 3.000 Trọng tài: Nguyễn Mạnh Hải |  |

| 08 tháng 5 năm 2024 17 | Thành phố Hồ Chí Minh                           | 2–0                                    | Đông Á Thanh Hóa | Quận 10, Thành phố Hồ Chí Minh                                            |  |
| 19:15                  | - Santiago Patiño 50' 90+4' - Cheick Timité 64' | Chi tiết FPT Play, TV360, HTV Thể Thao |                  | Sân vận động: Thống Nhất Lượng khán giả: 4.000 Trọng tài: Trần Đình Thịnh |  |

| 12 tháng 5 năm 2024 18 | Đông Á Thanh Hóa                                                         | 3–2                            | Becamex Bình Dương                                                                                                 | Thành phố Thanh Hóa, Thanh Hóa                                            |  |
| 18:00                  | - Doãn Ngọc Tân 28' - Luiz Antonio 50' (ph.đ.), 84' - Rimario Gordon 53' | Chi tiết FPT Play, TV360, VTV5 | - Quế Ngọc Hải 24' - Janclesio Almeida 27' - Nguyễn Tiến Linh 37' (ph.đ.) - Charles Atshimene 79' - Hồ Sỹ Giáp 90' | Sân vận động: Thanh Hóa Lượng khán giả: 5.000 Trọng tài: Hoàng Thanh Bình |  |

| 17 tháng 5 năm 2024 19 | Đông Á Thanh Hóa                                                                                       | 3–1                      | Quảng Nam             | Thành phố Thanh Hóa, Thanh Hóa                                            |  |
| 18:00                  | - Doãn Ngọc Tân 11' 58' - Nguyễn Thái Sơn 51' - Nguyễn Thanh Long 55' - Rimario Gordon 66' - A Mít 67' | Chi tiết FPT Play, TV360 | - Paulo Conrado 90+3' | Sân vận động: Thanh Hóa Lượng khán giả: 2.000 Trọng tài: Nguyễn Viết Duẩn |  |

| 21 tháng 5 năm 2024 20 | Hà Nội                                     | 2–1                      | Đông Á Thanh Hóa                                                        | Đống Đa, Hà Nội                                                         |  |
| 19:15                  | - Nguyễn Văn Quyết 43', 79' - Tim Hall 66' | Chi tiết FPT Play, TV360 | - Luiz Antonio 7' (ph.đ.) - Đinh Tiến Thành 45+1' - Nguyễn Thái Sơn 76' | Sân vận động: Hàng Đẫy Lượng khán giả: 5.000 Trọng tài: Nguyễn Mạnh Hải |  |

| 26 tháng 5 năm 2024 21 | Đông Á Thanh Hóa                                                            | 2–5                      | Thép Xanh Nam Định                        | Thành phố Thanh Hóa, Thanh Hóa                                         |  |
| 18:00                  | - Lâm Ti Phông 15' - Nguyễn Thanh Long 38' - HLV trưởng Velizar Popov 45+2' | Chi tiết FPT Play, TV360 | - Rafaelson 45+3', 54', 73', 79', 84' 74' | Sân vận động: Thanh Hóa Lượng khán giả: 7.000 Trọng tài: Hoàng Ngọc Hà |  |

| 30 tháng 5 năm 2024 22 | LPBank Hoàng Anh Gia Lai                                                                 | 1–1                      | Đông Á Thanh Hóa                 | Pleiku, Gia Lai      |  |
| 17:00                  | - Đinh Thanh Bình 20' - Huỳnh Tấn Tài 39' - Trần Quang Thịnh 53' - Đinh Thanh Bình 90+4' | Chi tiết FPT Play, TV360 | - Luiz 28' - Đinh Tiến Thành 38' | Sân vận động: Pleiku |  |

| 15 tháng 6 năm 2024 23 | Sông Lam Nghệ An   | 0–1                                    | Đông Á Thanh Hóa | Thành phố Vinh, Nghệ An                                               |  |
| 17:00                  | Lê Văn Thành 90+5' | Chi tiết HTV Thể Thao, FPT Play, TV360 | Luiz 10'         | Sân vận động: Vinh Lượng khán giả: 4.000 Trọng tài: Nguyễn Trung Kiên |  |

| 19 tháng 6 năm 2024 24 | Đông Á Thanh Hóa     | 1–1                      | Khánh Hòa                                        | Thành phố Thanh Hóa, Thanh Hóa                                      |  |
| 18:00                  | - Rimario Gordon 85' | Chi tiết FPT Play, TV360 | - Nguyễn Hoàng Quốc Chí 23' - Watz Leazard 45+4' | Sân vận động: Thanh Hóa Lượng khán giả: 1.000 Trọng tài: Đỗ Anh Đức |  |

| 25 tháng 6 năm 2024 25 | Đông Á Thanh Hóa | 0–5                      | Thể Công – Viettel | Thành phố Thanh Hóa, Thanh Hóa                                            |  |
| 17:00                  |                  | Chi tiết FPT Play, TV360 |                    | Sân vận động: Thanh Hóa Lượng khán giả: 3.000 Trọng tài: Hoàng Thanh Bình |  |

| 30 tháng 6 năm 2024 26 | Hồng Lĩnh Hà Tĩnh | 0–0                      | Đông Á Thanh Hóa | Thành phố Hà Tĩnh, Hà Tĩnh                                               |  |
| 17:00                  |                   | Chi tiết FPT Play, TV360 |                  | Sân vận động: Hà Tĩnh Lượng khán giả: 7.000 Trọng tài: Nguyễn Trung Kiên |  |

### Cúp quốc gia
| 12 tháng 3 năm 2024 Vòng 1/8 | Đông Á Thanh Hóa                                    | 3–0                      | Phù Đổng                                    | Thanh Hóa                                                                          |  |
| 18:00                        | - Lê Văn Thắng 27', 45+2', 52' - Lê Quốc Phương 78' | Chi tiết FPT Play, TV360 | - Dương Văn Cường 25' - Lê Vũ Quốc Nhật 39' | Sân vận động: Sân vận động Thanh Hóa Lượng khán giả: 4.000 Trọng tài: Trần Thế Anh |  |

| 29 tháng 4, 2024 Tứ kết                                                           | Đông Á Thanh Hóa | 1–1 (4–2 p)                                                      | Hải Phòng                                | Thanh Hóa                                                                           |  |
| 18:00                                                                             | - Đặng Văn Tới 18' (l.n.) - HLV Trưởng Velizar Popov 61' - Rimario Gordon 65' - HLV Thủ môn Nguyễn Chí Công 67' - Trưởng đoàn Cao Hoàng Đức 75' | Chi tiết FPT Play, TV360                                         | - Lương Hoàng Nam 28' - Đặng Văn Tới 69' | Sân vận động: Sân vận động Thanh Hóa Lượng khán giả: 3.000 Trọng tài: Trần Ngọc Ánh |  |
|                                                                                   | | Loạt sút luân lưu                                                |                                          |                                                                                     |  |
| - Rimario Gordon - Hoàng Đình Tùng - Lâm Ti Phông - Phạm Trùm Tỉnh - Luiz Antônio | | - Lucão do Break - Nguyễn Hữu Sơn - Lê Mạnh Dũng - Đàm Tiến Dũng |                                          |                                                                                     |  |

| 4 tháng 7 năm 2024 Bán kết | Đông Á Thanh Hóa | 2–1                               | Thép Xanh Nam Định                                               | Thành phố Thanh Hóa, Thanh Hóa                                                   |  |
| 18:00                      | - A Mít 24' - Đinh Viết Tú 29' - Rimario Gordon 40' 62' - Đinh Tiến Thành 45+2' - Bác sỹ Dương Tiến Kỷ 66' - Luiz Antônio 90+2' - HLV Trưởng Velizar Popov 90+7' - Phiên dịch Đỗ Văn Phúc 90+7' | Chi tiết VTV5TNB, FPT Play, TV360 | - Hendrio Araujo 15' - Nguyễn Phong Hồng Duy 18' - Tô Văn Vũ 66' | Sân vận động: Sân vận động Thanh Hóa Lượng khán giả: 8.000 Trọng tài: Lê Vũ Linh |  |

| 8 tháng 7 năm 2024 Chung kết | Đông Á Thanh Hóa | 0–0 | Hà Nội | Thành phố Thanh Hóa, Thanh Hóa                              |  |
| 18:00                        |                  |     |        | Sân vận động: Sân vận động Thanh Hóa Lượng khán giả: 11.000 |  |

## Thống kê mùa giải

### Thống kê đội hình
| Số                                  | VT      | QT       | Cầu thủ             | Tổng số | Tổng số | V.League | V.League | Cúp Quốc gia | Cúp Quốc gia | Siêu cúp Quốc gia | Siêu cúp Quốc gia |         |         |
| Số                                  | VT      | QT       | Cầu thủ             | Trận    | Bàn     | Trận     | Bàn      | Trận         | Bàn          | Trận              | Bàn               |         |         |
| Thủ môn                             | Thủ môn | Thủ môn  | Thủ môn             | Thủ môn | Thủ môn | Thủ môn  | Thủ môn  | Thủ môn      | Thủ môn      | Thủ môn           | Thủ môn           | Thủ môn | Thủ môn |
| ----------------------------------- | ------- | -------- | ------------------- | ------- | ------- | -------- | -------- | ------------ | ------------ | ----------------- | ----------------- | ------- | ------- |
| 1                                   | TM      | Việt Nam | Nguyễn Thanh Thắng  | 8       | 0       | 7        | 0        | 1            | 0            | 0                 | 0                 |         |         |
| 25                                  | TM      | Việt Nam | Nguyễn Thanh Diệp   | 2       | 0       | 1        | 0        | 0            | 0            | 1                 | 0                 |         |         |
| 30                                  | TM      | Việt Nam | Y Êli Niê           | 0       | 0       | 0        | 0        | 0            | 0            | 0                 | 0                 |         |         |
| 67                                  | TM      | Việt Nam | Trịnh Xuân Hoàng    | 21      | 0       | 18       | 0        | 3            | 0            | 0                 | 0                 |         |         |
| Hậu vệ                              |         |          |                     |         |         |          |          |              |              |                   |                   |         |         |
| 4                                   | HV      | Úc       | Benjamin Van Meurs  | 10      | 0       | 6+2      | 0        | 1+1          | 0            | 0                 | 0                 |         |         |
| 6                                   | HV      | Việt Nam | Nguyễn Sỹ Nam       | 4       | 0       | 1+3      | 0        | 0            | 0            | 0                 | 0                 |         |         |
| 7                                   | HV      | Việt Nam | Nguyễn Thanh Long   | 20      | 2       | 14+3     | 2        | 2+1          | 0            | 0                 | 0                 |         |         |
| 14                                  | HV      | Việt Nam | Trương Thanh Nam    | 8       | 0       | 3+4      | 0        | 0+1          | 0            | 0                 | 0                 |         |         |
| 15                                  | HV      | Việt Nam | Trịnh Văn Lợi       | 18      | 1       | 15       | 1        | 2            | 0            | 1                 | 0                 |         |         |
| 16                                  | HV      | Việt Nam | Đinh Tiến Thành     | 19      | 0       | 14+2     | 0        | 3            | 0            | 0                 | 0                 |         |         |
| 18                                  | HV      | Việt Nam | Đinh Viết Tú        | 31      | 0       | 26       | 0        | 4            | 0            | 1                 | 0                 |         |         |
| 29                                  | HV      | Việt Nam | Đoàn Ngọc Hà        | 16      | 0       | 0+12     | 0        | 2+1          | 0            | 0+1               | 0                 |         |         |
| 34                                  | HV      | Việt Nam | Doãn Ngọc Tân       | 30      | 3       | 25       | 3        | 4            | 0            | 1                 | 0                 |         |         |
| Tiền vệ                             |         |          |                     |         |         |          |          |              |              |                   |                   |         |         |
| 2                                   | TV      | Việt Nam | Hoàng Đình Tùng     | 4       | 0       | 0+2      | 0        | 0+2          | 0            | 0                 | 0                 |         |         |
| 10                                  | TV      | Việt Nam | Lê Văn Thắng        | 14      | 4       | 2+10     | 1        | 1+1          | 3            | 0                 | 0                 |         |         |
| 12                                  | TV      | Việt Nam | Nguyễn Thái Sơn     | 29      | 0       | 24       | 0        | 3+1          | 0            | 1                 | 0                 |         |         |
| 17                                  | TV      | Việt Nam | Lâm Ti Phông        | 25      | 3       | 13+8     | 3        | 3+1          | 0            | 0                 | 0                 |         |         |
| 19                                  | TV      | Việt Nam | Lê Quốc Phương      | 13      | 0       | 1+10     | 0        | 1+1          | 0            | 0                 | 0                 |         |         |
| 22                                  | TV      | Việt Nam | Vũ Hồng Quân        | 0       | 0       | 0        | 0        | 0            | 0            | 0                 | 0                 |         |         |
| 23                                  | TV      | Việt Nam | Phạm Trùm Tỉnh      | 5       | 0       | 1+3      | 0        | 0+1          | 0            | 0                 | 0                 |         |         |
| 24                                  | TV      | Việt Nam | Nguyễn Ngọc Mỹ      | 0       | 0       | 0        | 0        | 0            | 0            | 0                 | 0                 |         |         |
| 27                                  | TV      | Việt Nam | A Mít               | 31      | 3       | 26       | 2        | 4            | 1            | 1                 | 0                 |         |         |
| 28                                  | TV      | Việt Nam | Hoàng Thái Bình     | 28      | 0       | 23       | 0        | 4            | 0            | 1                 | 0                 |         |         |
| 32                                  | TV      | Việt Nam | Lê Ngọc Nam         | 0       | 0       | 0        | 0        | 0            | 0            | 0                 | 0                 |         |         |
| 52                                  | TV      | Việt Nam | Nguyễn Trọng Phú    | 6       | 0       | 0+4      | 0        | 0+1          | 0            | 0+1               | 0                 |         |         |
| 66                                  | TV      | Việt Nam | Trần Đình Bảo       | 1       | 0       | 0+1      | 0        | 0            | 0            | 0                 | 0                 |         |         |
| 88                                  | TV      | Brasil   | Luiz Antonio        | 30      | 9       | 26       | 9        | 3            | 0            | 1                 | 0                 |         |         |
| Tiền đạo                            |         |          |                     |         |         |          |          |              |              |                   |                   |         |         |
| 8                                   | TĐ      | Việt Nam | Võ Nguyên Hoàng     | 20      | 1       | 1+17     | 1        | 1+1          | 0            | 0                 | 0                 |         |         |
| 9                                   | TĐ      | Việt Nam | Nguyễn Văn Tùng     | 3       | 0       | 0+3      | 0        | 0            | 0            | 0                 | 0                 |         |         |
| 11                                  | TĐ      | Jamaica  | Rimario Gordon      | 27      | 13      | 25       | 9        | 1            | 2            | 1                 | 2                 |         |         |
| 20                                  | TĐ      | Việt Nam | Nguyễn Trọng Hùng   | 12      | 0       | 4+6      | 0        | 0+1          | 0            | 1                 | 0                 |         |         |
| 91                                  | TĐ      | Việt Nam | Lê Thanh Bình       | 14      | 1       | 3+9      | 1        | 0+1          | 0            | 0+1               | 0                 |         |         |
| Cầu thủ chuyển nhượng giữa mùa giải |         |          |                     |         |         |          |          |              |              |                   |                   |         |         |
| 95                                  | HV      | Brasil   | Gustavo Sant'Ana    | 8       | 1       | 7        | 0        | 0            | 0            | 1                 | 1                 |         |         |
| 7                                   | TV      | Việt Nam | Nguyễn Hữu Dũng     | 1       | 0       | 0        | 0        | 0            | 0            | 0+1               | 0                 |         |         |
| 21                                  | TV      | Việt Nam | Thái Khắc Huy Hoàng | 0       | 0       | 0        | 0        | 0            | 0            | 0                 | 0                 |         |         |

Nguồn: Giải đấu

### Cầu thủ ghi bàn
| #                                | Cầu thủ                          | V.League 1 | Cúp Quốc gia | Siêu cúp Quốc gia | Tổng cộng |
| -------------------------------- | -------------------------------- | ---------- | ------------ | ----------------- | --------- |
| 1                                | Rimario Gordon                   | 10         | 1            | 2                 | 13        |
| 2                                | Luiz Antonio                     | 9          | 0            | 0                 | 9         |
| 3                                | Lê Văn Thắng                     | 1          | 3            | 0                 | 4         |
| 4                                | Doãn Ngọc Tân                    | 3          | 0            | 0                 | 3         |
| 4                                | Lâm Ti Phông                     | 3          | 0            | 0                 | 3         |
| 4                                | A Mít                            | 2          | 1            | 0                 | 3         |
| 5                                | Nguyễn Thanh Long                | 2          | 0            | 0                 | 2         |
| 6                                | Gustavo Sant'Ana                 | 0          | 0            | 1                 | 1         |
| 6                                | Trịnh Văn Lợi                    | 1          | 0            | 0                 | 1         |
| 6                                | Võ Nguyên Hoàng                  | 1          | 0            | 0                 | 1         |
| 6                                | Lê Thanh Bình                    | 1          | 0            | 0                 | 1         |
| Cầu thủ đối phương phản lưới nhà | Cầu thủ đối phương phản lưới nhà | 1          | 1            | 0                 | 2         |
| Tổng cộng                        | Tổng cộng                        | 34         | 6            | 3                 | 43        |

### Thẻ phạt
| Cầu thủ           | Số áo     | Vị trí    | V.League 1 | V.League 1 | Cúp Quốc gia | Cúp Quốc gia | Siêu cúp Quốc gia | Siêu cúp Quốc gia | Tổng cộng | Tổng cộng |
| Cầu thủ           | Số áo     | Vị trí    | Thẻ vàng   | Thẻ đỏ     | Thẻ vàng     | Thẻ đỏ       | Thẻ vàng          | Thẻ đỏ            | Thẻ vàng  | Thẻ đỏ    |
| ----------------- | --------- | --------- | ---------- | ---------- | ------------ | ------------ | ----------------- | ----------------- | --------- | --------- |
| Nguyễn Trọng Hùng | 20        | TĐ        | 1          | 0          | 0            | 0            | 0                 | 0                 | 1         | 0         |
| Nguyễn Thái Sơn   | 12        | TV        | 2          | 0          | 0            | 0            | 0                 | 0                 | 2         | 0         |
| Rimario Gordon    | 11        | TĐ        | 2          | 0          | 0            | 0            | 0                 | 0                 | 1         | 0         |
| Gustavo Santos    | 95        | HV        | 4          | 0          | 0            | 0            | 0                 | 0                 | 4         | 0         |
| Đoàn Ngọc Hà      | 29        | HV        | 0          | 1          | 0            | 0            | 0                 | 0                 | 0         | 1         |
| Doãn Ngọc Tân     | 4         | HV        | 4          | 0          | 0            | 0            | 0                 | 0                 | 4         | 0         |
| Trịnh Xuân Hoàng  | 67        | TM        | 1          | 0          | 0            | 0            | 0                 | 0                 | 1         | 0         |
| Lâm Ti Phông      | 17        | TV        | 1          | 0          | 0            | 0            | 0                 | 0                 | 1         | 0         |
| A Mít             | 27        | TV        | 2          | 0          | 0            | 0            | 0                 | 0                 | 2         | 0         |
| Nguyễn Thanh Diệp | 25        | TM        | 1          | 0          | 0            | 0            | 0                 | 0                 | 1         | 0         |
| Nguyễn Thanh Long | 7         | HV        | 0          | 1          | 0            | 0            | 0                 | 0                 | 0         | 1         |
| Hoàng Thái Bình   | 28        | TV        | 1          | 0          | 0            | 0            | 0                 | 0                 | 1         | 0         |
| Đinh Tiến Thành   | 16        | HV        | 1          | 0          | 0            | 0            | 0                 | 0                 | 1         | 0         |
| Đinh Viết Tú      | 18        | HV        | 1          | 0          | 0            | 0            | 0                 | 0                 | 1         | 0         |
| Velizar Popov     | HLV       | HLV       | 3          | 0          | 0            | 0            | 0                 | 0                 | 2         | 0         |
| Tổng cộng         | Tổng cộng | Tổng cộng | 22         | 2          | 0            | 0            | 0                 | 0                 | 22        | 2         |